# 無錫地下鉄
無錫地下鉄（むしゃくちかてつ、正体字:無錫地鐵、中文表記: 无锡地铁、英文表記: Wuxi Metro）は、中国無錫市の鉄道である。
無錫地下鉄 (無錫地下鉄) は、中国江蘇省無錫市を拠点とする都市鉄道交通システムである。その最初の路線である無錫地下鉄1号線が2014年7月1日に正式に開業し、中国本土で22番目の地下鉄路線となった。江蘇省で3番目に鉄道交通が開通した都市である。
2024年1月現在、無錫地下鉄には5本の地下鉄路線（無錫地下鉄1号線、無錫地下鉄2号線、無錫地下鉄3号線第一期、無錫地下鉄4号線第一期、錫澄靖S1線）があり、いずれも梁西区をカバーする地下鉄路線である。浜湖区、西山区、新呉区、恵山区の 5 つの市区からなり、営業距離は145キロメートル、駅は合計97か所ある。
2024年1月まで、無錫地下鉄では無錫地下鉄4号線第二期、無錫地下鉄5号線、S2号線、無錫地下鉄6号線第一期目が建設中である。
2016 年の無錫地下鉄の年間乗客数は8,146万8,000人で、1日の平均乗客数は22万3,200人以上であった。2015年の年間乗客数は 7,100万人で、1日の平均乗客数は195,000人以上であった。 2014年下半期の年間乗客数は1770万2500人で、1日平均乗客数は97,000人以上であった。 2024年1月21日、無錫地下鉄の1日当たりの乗客数は130万人に達し、過去最高を記録した。2024年2月16日、無錫地下鉄1日当たりの乗客数は141万人に達し、史上最高を記録した。

## 歴史
- 2008年11月 - 国務院が建設を批准。
- 2009年11月7日 - 1号線が着工される。
- 2011年1月16日 - 2号線が着工される。
- 2014年7月1日 - 1号線が開通。
- 2014年12月28日 - 2号線が開通。
- 2019年 - S1号線が着工される。
- 2020年10月28日- 3号線一期目が開通。
- 2021年11月 - 無錫市内鉄道交通の第3次建設計画が国家発展改革委員会によって承認された。
- 2021年12月17日- 4号線一期目が開通。
- 2022年5月 - 4号線の二期目建設を開始した。
- 2022年12月 - 5号線とS2号線一期目の建設工事が開始される。
- 2023年12月 - 6号線第一期目の建設が開始される。
- 2024年1月 - S1号線が開通。

## 概要
無錫地下鉄は、南京、蘇州に次ぎ、江蘇省で3番目に開通された。2024年1月末の時点では5路線、全97駅が運営中。2006年6月に公表された《無錫市軌道交通線網計画》によれば当初は地下鉄5路線、総距離157.77km、111駅となる予定であったが、その後2010年に計画が改定され（無錫市第二輪軌道交通建設計画》）、2020年時点では114.8km、2050年には最終的に11路線、総距離350km以上に延長する予定であると報道された。

## 運営中の路線
| 色 | 路線名       | 営業区間             | 駅数 | 営業キロ | 開通日         | 編成両数 | 車両製造所   |  |
| -- | ------------ | -------------------- | ---- | -------- | -------------- | -------- | ------------ |  |
|    | 1号線        | 堰橋- 南方泉         | 24駅 | 34.6km   | 2014年07月01日 | 6両      | 中車株洲機車 |  |
|    | 2号線        | 梅園開原寺- 無錫東駅 | 22駅 | 26.3km   | 2014年12月28日 | 6両      | 中車南京浦鎮 |  |
|    | 3号線        | 蘇廟- 碩放機場       | 21駅 | 28.5km   | 2020年10月28日 | 6両      | 中車南京浦鎮 |  |
|    | 4号線        | 劉潭- 博覧中心       | 18駅 | 25.4km   | 2021年12月27日 | 6両      | 中車株洲機車 |  |
|    | 錫澄靖線(S1) | 堰橋- 江陰外灘       | 10駅 | 30.4km   | 2024年1月31日  |          |              |  |

## 事業中の路線
| 色 | 路線名     | 工事名 | 工事区間          | 駅数 | キロ程  | 着工          | 開通予定 | 可決文書                                              |
| -- | ---------- | ------ | ----------------- | ---- | ------- | ------------- | -------- | ----------------------------------------------------- |
|    | 4号線      | 二期目 | 博覧中心- 錫士路  | 7駅  | 8.3km   | 2021年11月8日 | 2026年   | 『無錫市城市軌道交通第三期建設規画(2020-2025)』       |
|    | 5号線      | 一期目 | 唐城-新韻路       | 22駅 | 28.9km  | 2023年1月6日  | 2027年   | 『無錫市城市軌道交通第三期建設規画(2020-2025)』       |
|    | 6号線      | 一期目 | 貢湖湿地公園-広源 | 18駅 | 24.4km  | 2023年内      | 2026年   | 『無錫市城市軌道交通第三期建設規画(2020-2025)』       |
|    | 錫宜線(S2) | 一期目 | 宜興駅- 周鉄      | 6駅  | 30km    | 2023年1月6日  | 2029年   | 『江蘇省沿江都市群城際軌道交通ネット規画(2012-2020)』 |
|    | 錫宜線(S2) | 二期目 | 周鉄-太湖新城     | 3駅  | 29.56km | 2024年        | 2029年   | 『江蘇省沿江都市群城際軌道交通ネット規画(2012-2020)』 |

## 事業予定と計画中の路線
| 色 | 路線名 | 工事名     | 区間               | キロ程  | 進捗状況     | 可決文書                                        |  |  |
| -- | ------ | ---------- | ------------------ | ------- | ------------ | ----------------------------------------------- |  |  |
|    | 2号線  | 東延伸路線 | 無錫東駅 - 安鎮    |         | 計画環境評価 |                                                 |  |  |
|    | 3号線  | 北延       | 蘇廟- 唐平湖       | 13.52km | 計画         | 『無錫市城市軌道交通第三期建設規画(2020-2025)』 |  |  |
|    | 3号線  | 南延       | 碩放機場- 長江東路 |         | 計画         |                                                 |  |  |
|    | 3号線  | 支線       | 蘇廟- 胡埭         |         | 計画         |                                                 |  |  |
|    | 4号線  | 三期目     | 錫士路- 映月湖公園 |         | 計画         |                                                 |  |  |
|    | 5号線  | 二期目     |                    |         |              |                                                 |  |  |
|    | 6号線  | 二期目     | 広源-石新          | 8.2km   | 計画         | 『無錫市城市軌道交通第三期建設規画(2020-2025)』 |  |  |
|    | 7号線  | 本線       | 雲林北 - 管社山    |         | 計画         |                                                 |  |  |
|    | 8号線  | 本線       | 浄慧寺 - 堰橋      |         | 計画         |                                                 |  |  |

## 運賃
| 無錫地下鉄の運賃         | 無錫地下鉄の運賃 | 無錫地下鉄の運賃 | 無錫地下鉄の運賃 | 無錫地下鉄の運賃 | 無錫地下鉄の運賃 | 無錫地下鉄の運賃 |
| ------------------------ | ---------------- | ---------------- | ---------------- | ---------------- | ---------------- | ---------------- |
| 距離（km）               | 0~5              | 5~10             | 10~15            | 15~22            | 22~29            | 29~38            |
| 切符（人民元：元）       | 2                | 3                | 4                | 5                | 6                | 7                |
| 市民カード（人民元：元） | 1.9              | 2.85             | 3.8              | 4.75             | 5.7              | 6.65             |

## 使用車両
無錫地下鉄の車輌は1500Vの第三軌条方式を採用している。1号線・3号線・S1号線車輌は株洲電力機車が製造した。設計上時速80kmで走れるようになっており、アルミニウム合金製である。6両編成の最大車両定員は1846人であり、これまでの外観が“V”型のB型地下鉄車両と比べて9人多く客を乗せることが出来る。2号線・4号線車両は南京浦鎮車輛廠が製造した。単体車輌の最大車両定員は318人、制御車は295人，整列車は最大1862人を乗せる事ができる。そして最高運営速度は時速80kmである。
- 高架線を走る無錫地下鉄1号線車両
- 1号線車内
- 車内案内表示装置

## 安全対策
無錫地下鉄の各駅内には金属探知機が設置されており，警官が巡回している。《無錫地鉄乗客守則》によれば，可燃性や爆発性物質、有毒、あるいは腐食性、殺傷性のある危険物は持ち込み禁止で，列車内の飲食、飲水、ペットや野禽類の持ち込みは禁止されている。ただし盲導犬は許可されている。なお駅構内の切符売り場や列車内での飲食が禁止され、水さえも飲んではならないと規定されたことに対して市民から反発の声が出ていると報じられている。
なお、2014年9月16日にはホームで子供に小便させた親が駅員を暴行する事件が発生している。駅員を暴行した親はその後10日間勾留され、罰金200元を払わされた。

## 無錫地下鉄の特色
無錫地下鉄は設計において無錫江南水郷の特色を重視しており，列車内部の装修は月亮門をイメージして作られた。また無錫地下鉄最大の乗換駅三陽広場駅大広間内には太湖石で作られた“城市之心”の彫刻が有る。市民広場駅の天井には無錫市の市花である梅花をモチーフにした彫刻が掘られており，勝利門駅外の下沈式広場には上鑲有一面文化墻，1号線の沿線には無錫の歴史文化をモチーフにした彫刻が掘られてある。
- 勝利門駅の地下広場
- 三陽広場駅内“城市之心”の光景
- 市民広場駅の様子